# Liste des circonscriptions parlementaires du Dorset
Le comté cérémoniel du Dorset, qui inclut les autorités unitaires de Bournemouth et Poole, est divisé en 8 circonscriptions électorales : trois circonscriptions de borough (borough constituencies), plutôt urbaines, et cinq circonscriptions de comté (county constituencies), plutôt rurales. Ce découpage est en vigueur, à quelques ajustements près, depuis les élections générales de 1997.

## Liste des circonscriptions
Dans le tableau suivant, la colonne « Majorité » indique l'avance en voix du candidat élu (dont le nom figure dans la colonne « Député ») sur son concurrent le plus proche (dont le nom figure dans la colonne « Opposition ») lors des dernières élections générales, celles de 2017.
| Circonscription            | Type    | Électorat | Majorité | Député | Député            | Opposition | Opposition      | Carte                                                                                               |
| -------------------------- | ------- | --------- | -------- | ------ | ----------------- | ---------- | --------------- | --------------------------------------------------------------------------------------------------- |
| Bournemouth East           | Borough | 74 591    | 7 937    | C      | Tobias Ellwood    | T          | Mel Semple      | Bournemouth East est une petite circonscription située dans le sud-est du comté                     |
| Bournemouth West           | Borough | 73 195    | 7 711    | C      | Conor Burns       | T          | David Stokes    | Bournemouth West est une petite circonscription située dans le sud-est du comté                     |
| Christchurch               | Comté   | 70 309    | 25 171   | C      | Christopher Chope | T          | Patrick Canavan | Christchurch est une petite circonscription située dans le sud-est du comté                         |
| Mid Dorset and North Poole | Comté   | 65 050    | 15 339   | C      | Michael Tomlinson | L          | Vikki Slade     | Mid Dorset and North Poole est une circonscription de taille moyenne située dans le centre du comté |
| North Dorset               | Comté   | 76 324    | 25 777   | C      | Simon Hoare       | T          | Pat Osborne     | North Dorset est une grande circonscription située dans le nord du comté                            |
| Poole                      | Borough | 73 796    | 14 209   | C      | Robert Syms       | T          | Katie Taylor    | Poole est une petite circonscription située dans le sud-est du comté                                |
| South Dorset               | Comté   | 72 323    | 11 695   | C      | Richard Drax      | T          | Tashi Warr      | South Dorset est une grande circonscription située dans le sud du comté                             |
| West Dorset                | Comté   | 82 277    | 19 091   | C      | Oliver Letwin     | L          | Andy Canning    | West Dorset est une grande circonscription située dans l'ouest du comté                             |

## Histoire électorale

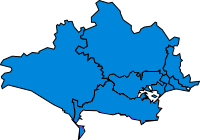
1997
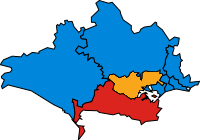
2001
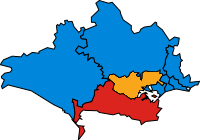
2005
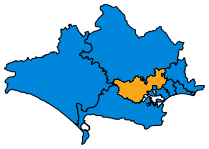
2010
2015
2017